# Mistrzostwa Azji U-20 w Piłce Nożnej Kobiet 2024
Mistrzostwa Azji U-20 w Piłce Nożnej Kobiet 2024 – jedenasty turniej Mistrzostw Azji U-20 Kobiet. Po raz pierwszy wydarzenie to rozgrywane będzie w Uzbekistanie. Rozpoczęło się ono 3 marca, a zakończyło 16 marca 2024 roku.
W turnieju mogły wystąpić jedynie zawodniczki, które nie ukończyły 20 roku życia. Turniej stanowił jednocześnie kwalifikacje do Mistrzostw Świata U-20 w Piłce Nożnej Kobiet 2024 w Kolumbii.

## Zakwalifikowane drużyny
| Reprezentacja         | Sposób kwalifikacji     | Ostatni występ | Najlepszy wynik                                  | Wynik        |
| --------------------- | ----------------------- | -------------- | ------------------------------------------------ | ------------ |
| Uzbekistan U-20       | gospodarz               | 2017           | Faza Grupowa (2002, 2004, 2015, 2017)            | Faza grupowa |
| Japonia U-20          | Mistrz edycji 2019      | 2019           | Mistrzostwo (2002, 2009, 2011, 2015, 2017, 2019) | II miejsce   |
| Korea Północna U-20   | Wicemistrz edycji 2019  | 2019           | Mistrzostwo (2007)                               | Mistrzynie   |
| Korea Południowa U-20 | 3 miejsce w edycji 2019 | 2019           | Mistrzostwo (2004, 2013)                         | IV miejsce   |
| Australia U-20        | Zwycięzca Grupy A       | 2019           | III miejsce (2006)                               | III miejsce  |
| Wietnam U-20          | Wicemistrz Grupy A      | 2019           | Ćwierćfinał (2004)                               | Faza grupowa |
| Chiny U-20            | Zwycięzca Grupy B       | 2019           | Mistrzostwo (2006)                               | Faza grupowa |
| Chińskie Tajpej U-20  | Wicemistrz Grupy B      | 2009           | II miejsce (2002)                                | Faza grupowa |

## Losowanie
Losowanie grup turnieju odbyło się 15 grudnia 2023.
| Koszyk I        | Koszyk II             | Koszyk III     | Koszyk IV            |
| --------------- | --------------------- | -------------- | -------------------- |
| Uzbekistan U-20 | Korea Północna U-20   | Australia U-20 | Wietnam U-20         |
| Japonia U-20    | Korea Południowa U-20 | Chiny U-20     | Chińskie Tajpej U-20 |

## Miasta i stadiony
Dwa stadiony w jedynym mieście są gospodarzami turnieju.
| Taszkent         | Taszkent          |
| ---------------- | ----------------- |
| JAR Stadium      | Do'stlik Stadium  |
| Pojemność: 8 460 | Pojemność: 10 000 |
|                  |                   |
| Taszkent         |                   |

## Faza grupowa
Na podstawie:
Legenda
|  | Awans do fazy pucharowej. |

Gdy dwie lub więcej drużyn zakończy fazę grupową z taką samą liczbą punktów, o kolejności w tabeli decyduje:
1. bilans bramkowy
2. liczba goli zdobytych w fazie grupowej;
3. punkty zdobyte w meczach pomiędzy danymi drużynami;
4. różnica bramek w meczach pomiędzy danymi drużynami;
5. zdobyte bramki w meczach pomiędzy danymi drużynami;
6. klasyfikacja fair play;
7. losowanie.

### Grupa A
| Lp. | Drużyna               | M | Mecze | Mecze | Mecze | Bramki | Bramki | Bramki | Pkt |
| Lp. | Drużyna               | M | W     | R     | P     | +      | −      | +/−    | Pkt |
| --- | --------------------- | - | ----- | ----- | ----- | ------ | ------ | ------ | --- |
| 1.  | Australia U-20        | 3 | 3     | 0     | 0     | 7      | 1      | +6     | 9   |
| 2.  | Korea Południowa U-20 | 3 | 2     | 0     | 1     | 20     | 2      | +18    | 6   |
| 3.  | Chińskie Tajpej U-20  | 3 | 1     | 0     | 2     | 2      | 9      | −7     | 3   |
| 4.  | Uzbekistan U-20       | 3 | 0     | 0     | 3     | 0      | 17     | −17    | 0   |

| 3 marca 2024 09:00 CET | Korea Południowa U-20 · Jeon 25' | 1:2(1:0)Raport | Australia U-20 · 73' Trimis · 90' Chinnama | Do'stlik Stadium, Taszkent Widzów: 40 Sędzia: Asaka Koizumi |
|                        |                                  |                |                                            |                                                             |

| 3 marca 2024 12:00 CET | Uzbekistan U-20 | 0:2(0:0)Raport | Chińskie Tajpej U-20 · 50' He · 90+1' Chen | JAR Stadium, Taszkent Widzów: 150 Sędzia: Lê Thị Ly |
|                        |                 |                |                                            |                                                     |

| 6 marca 2024 09:00 CET | Chińskie Tajpej U-20 | 0:6(0:2)Raport | Korea Południowa U-20 · 28', 36' Jeon · 54' Kim · 64' Bae · 65', 79' Won | Do'stlik Stadium, Taszkent Widzów: 55 Sędzia: Ranjita Devi Tekcham |
|                        |                      |                |                                                                          |                                                                    |

| 6 marca 2024 12:00 CET | Australia U-20 · Galic 5' · Trimis 38' | 2:0(2:0)Raport | Uzbekistan U-20 | JAR Stadium, Taszkent Widzów: 80 Sędzia: Dong Fangyu |
|                        |                                        |                |                 |                                                      |

| 9 marca 2024 09:00 CET | Australia U-20 · Nash 20' · Kruger 40' · Cicco 81' | 3:0(2:0)Raport | Chińskie Tajpej U-20 | Do'stlik Stadium, Taszkent Sędzia: Mahnaz Zokaee |
|                        |                                                    |                |                      |                                                  |

| 9 marca 2024 09:00 CET | Uzbekistan U-20 | 0:13(0:6)Raport | Korea Południowa U-20 · 8', 22', 34' Hong · 10', 49', 66' Yang · 20' Kim · 45+2', 61' Hwang · 70' Nam · 74' Kang · 83' Eom · 89' Jeon | JAR Stadium, Taszkent Sędzia: Dong Fangyu |
|                        |                 |                 | |                                           |

### Grupa B
| Lp. | Drużyna             | M | Mecze | Mecze | Mecze | Bramki | Bramki | Bramki | Pkt |
| Lp. | Drużyna             | M | W     | R     | P     | +      | −      | +/−    | Pkt |
| --- | ------------------- | - | ----- | ----- | ----- | ------ | ------ | ------ | --- |
| 1.  | Korea Północna U-20 | 3 | 2     | 1     | 0     | 8      | 1      | +7     | 7   |
| 2.  | Japonia U-20        | 3 | 2     | 0     | 1     | 12     | 1      | +11    | 6   |
| 3.  | Chiny U-20          | 3 | 1     | 1     | 1     | 7      | 4      | +3     | 4   |
| 4.  | Wietnam U-20        | 3 | 0     | 0     | 3     | 1      | 22     | −21    | 0   |

| 4 marca 2024 09:00 CET | Korea Północna U-20 · Kim 84' | 1:1(0:0)Raport | Chiny U-20 · 88' Huo | Do'stlik Stadium, Taszkent Widzów: 120 Sędzia: Chaisanit |
|                        |                               |                |                      |                                                          |

| 4 marca 2024 12:00 CET | Japonia U-20 · Matsukubo 11', 31', 44' · Hijikata 56', 64' · Tsujisawa 66' · Sasaki 70' · Sasai 73' · Yoneda 83' · Shirasawa 84' | 10:0(3:0)Raport | Wietnam U-20 | JAR Stadium, Taszkent Widzów: 60 Sędzia: Kim Yu-jeong |
|                        | |                 |              |                                                       |

| 7 marca 2024 09:00 CET | Wietnam U-20 | 0:6(0:5)Raport | Korea Północna U-20 · 3' Chae · 5' Min · 14', 32' Pak · 36' (sam.) Lê · 52' Hyon | Do'stlik Stadium, Taszkent Widzów: 44 Sędzia: Sunita Thongthawin |
|                        |              |                |                                                                                  |                                                                  |

| 7 marca 2024 12:00 CET | Chiny U-20 | 0:2(0:1)Raport | Japonia U-20 · 26' Hijikata · 88' Amano | JAR Stadium, Taszkent Widzów: 85 Sędzia: Kim Yu-jeong |
|                        |            |                |                                         |                                                       |

| 10 marca 2024 12:00 CET | Japonia U-20 | 0:1(0:1)Raport | Korea Północna U-20 · 22' Chae | JAR Stadium, Taszkent Sędzia: Om Choki |
|                         |              |                |                                |                                        |

| 10 marca 2024 12:00 CET | Chiny U-20 · Yu 11', 80' · Lu 15', 76' · Xia 17' · Huo 82' | 6:1(3:0)Raport | Wietnam U-20 · 74' Ngọc | Do'stlik Stadium, Taszkent Sędzia: Park Se-jin |
|                         |                                                            |                |                         |                                                |

## Faza pucharowa
W fazie pucharowej uczestniczą 4 zespoły, które awansowały z fazy grupowej. Ta część rywalizacji składa się z dwóch rund. Rozegrane zostaną półfinały. Zwycięzcy zagrają o tytuł mistrzowski. W każdym ze spotkań fazy pucharowej mecz zakończony w regulaminowym czasie remisem musi być rozstrzygnięty poprzez trzydziestominutową dogrywkę. Jeżeli wynik nadal pozostanie nierozstrzygnięty, następuje seria rzutów karnych
|  |                       |                       |                     |                     |   |              |              |       |
|  | Półfinały             | Półfinały             | Półfinały           |                     |   | Finał        | Finał        | Finał |
|  | Półfinały             | Półfinały             | Półfinały           |                     |   | Finał        | Finał        | Finał |
|  | 13 marca, Taszkent    |                       |                     |                     |   |              |              |       |
|  |                       |                       |                     |                     |   |              |              |       |
|  | Australia U-20        | Australia U-20        | 1                   |                     |   |              |              |       |
|  | Australia U-20        | Australia U-20        | 1                   | 16 marca, Taszkent  |   |              |              |       |
|  | Japonia U-20          | Japonia U-20          | 5                   |                     |   |              |              |       |
|  | Japonia U-20          | Japonia U-20          | 5                   |                     |   | Japonia U-20 | Japonia U-20 | 1     |
|  | 13 marca, Taszkent    |                       |                     |                     |   | Japonia U-20 | Japonia U-20 | 1     |
|  |                       |                       | Korea Północna U-20 | Korea Północna U-20 | 2 |              |              |       |
|  | Korea Północna U-20   | Korea Północna U-20   | Korea Północna U-20 | Korea Północna U-20 | 2 | 3            |              |       |
|  | Korea Północna U-20   | Korea Północna U-20   |                     |                     |   |              |              |       |
|  | Korea Południowa U-20 | Korea Południowa U-20 | 0                   |                     |   |              |              |       |
|  | Korea Południowa U-20 | Korea Południowa U-20 | 0                   | Mecz o 3. miejsce   |   |              |              |       |
|  |                       |                       |                     |                     |   |              |              |       |
|  | 16 marca, Taszkent    |                       |                     |                     |   |              |              |       |
|  |                       |                       |                     |                     |   |              |              |       |
|  | Australia U-20        | Australia U-20        | 1                   |                     |   |              |              |       |
|  | Australia U-20        | Australia U-20        | 1                   |                     |   |              |              |       |
|  | Korea Południowa U-20 | Korea Południowa U-20 | 0                   |                     |   |              |              |       |
|  | Korea Południowa U-20 | Korea Południowa U-20 | 0                   |                     |   |              |              |       |

UWAGA: W nawiasach podane są wyniki po rzutach karnych.

### Półfinały
| 13 marca 2024 09:00 CET | Korea Północna U-20 · Choe 45' · Jong 51' · Hwang 78' | 3:0(1:0)Raport | Korea Południowa U-20 | Do'stlik Stadium, Taszkent Widzów: 78 Sędzia: Lê Thị Lý |
|                         |                                                       |                |                       |                                                         |

| 13 marca 2024 12:00 CET | Australia U-20 · Trimis 13' | 1:5(1:1)Raport | Japonia U-20 · 3' Yoneda · 63' Shiragaki · 83' Hijikata · 88' Sasai · 89' (sam.) Chinnama | JAR Stadium, Taszkent Widzów: 88 Sędzia: Dong Fangyu |
|                         |                             |                |                                                                                           |                                                      |

### Mecz o 3. miejsce
| 16 marca 2024 09:00 CET | Australia U-20 · Gooch 79' | 1:0(0:0)Raport | Korea Południowa U-20 | JAR Stadium, Taszkent Sędzia: Asaka Koizumi |
|                         |                            |                |                       |                                             |

### Finał
| 16 marca 2024 14:00 CET | Japonia U-20 · Tsujisawa 20' | 1:2(1:1)Raport | Korea Północna U-20 · 44', 86' Jon | JAR Stadium, Taszkent Sędzia: Dong Fangyu |
|                         |                              |                |                                    |                                           |

## Strzelczynie
Bramki z serii rzutów karnych nie są wliczane do klasyfikacji strzelców.

### 4 gole
- Maya Hijikata

### 3 gole
- Peta Trimis
- Manaka Matsukubo
- Hong Chae-bin
- Jeon Yu-kyoung
- Yang Eun-seo

### 2 gole
- Huo Yuexin
- Lu Jiayu
- Yu Jiaqi
- Chinari Sasai
- Ai Tsujisawa
- Hiromi Yoneda
- Hwang Da-yeong
- Won Chae-eun
- Chae Un-yong
- Jon Ryong-jong
- Pak Mi-ryong

### 1 gol
- Naomi Chinnama
- Claudia Cicco
- Daniela Galic
- Lara Gooch
- Zara Kruger
- Jessika Nash
- Xia Lejiao
- Chen Yu-chin
- He Jia-shiuan
- Suzu Amano
- Rio Sasaki
- Uno Shiragaki
- Yurie Shirasawa
- Bae Ye-bin
- Eom Mink-young
- Jeon Yu-gyeong
- Kang Eun-young
- Kim Jih-yeon
- Kim Shin-ji
- Nam Seung-eun
- Choe Il-son
- Hwang Yu-yong
- Hyon Ji-hyang
- Jong Kum
- Min Kyong-jin
- Kim Song-gyong
- Ngọc Minh Chuyên

### Gole samobójcze
- Naomi Chinnama (dla  Japonii)
- Lê Thị Bảo Trâm (dla  Korei Północnej)

## Klasyfikacja końcowa
| Miejsce                        | Reprezentacja         | Punkty | Bramki +/− | Bramki zdobyte |
| ------------------------------ | --------------------- | ------ | ---------- | -------------- |
| Strefa medalowa                |                       |        |            |                |
| złoto                          | Korea Północna U-20   | 13     | +11        | 13             |
| srebro                         | Japonia U-20          | 9      | +14        | 18             |
| brąz                           | Australia U-20        | 12     | +3         | 9              |
| 4.                             | Korea Południowa U-20 | 6      | +14        | 20             |
| Wyeliminowane w fazie grupowej |                       |        |            |                |
| 5.                             | Chiny U-20            | 4      | +3         | 7              |
| 6.                             | Chińskie Tajpej U-20  | 3      | -7         | 2              |
| 7.                             | Uzbekistan U-20       | 0      | -17        | 0              |
| 8.                             | Wietnam U-20          | 0      | -21        | 1              |

## Drużyny zakwalifikowane do Mistrzostw Świata U-20
W turnieju Mistrzostw Świata U-20 2024 w Kolumbii wezmą udział:
| Drużyna               | Sposób kwalifikacji    | Data kwalifikacji | Ostatni występ | Najlepszy wynik          |
| --------------------- | ---------------------- | ----------------- | -------------- | ------------------------ |
| Japonia U-20          | Wicemistrzynie grupy B | 7 marca 2024      | 2022           | Mistrzynie (2018)        |
| Australia U-20        | Zwyciężczynie grupy A  | 9 marca 2024      | 2022           | Ćwierćfinał (2002, 2004) |
| Korea Południowa U-20 | Wicemistrzynie grupy A | 9 marca 2024      | 2022           | III miejsce (2010)       |
| Korea Północna U-20   | Mistrzynie grupy B     | 10 marca 2024     | 2018           | Mistrzynie (2006, 2016)  |